# Джироламо Крешентини
Джирола̀мо Крешентѝни (на италиански: Girolamo Crescentini) е италиански оперен певец, един от последните велики кастрати на 18 век, композитор и музикален педагог. Той е и един от главните представители на белкантото, стил на вокално изпълнение, много характерен за италианската школа от онова време. Вероятно част от концепциите му за оперно пеене преминава във вокалния стил на Белини. Живее достатъчно дълго, за да може чудесното му мецосопрано и маниерът му на изпълнение да окажат влияние освен върху творчеството на Белини и върху това на Росини.

## Ранни години
Джироламо Крешентини е роден на 2 февруари 1762 г. в Урбания, регион Марке, в семейството на Доминик Крешентини и Маргарита Коли. Капелмайсторът на капелата Grechi в родния му град пръв открива прекрасното сопрано на момчето и прави всичко възможно да му помогне да се развие като певец с блестяща кариера. До нас са достигнали откъслечни сведения за ранните години от живота му. Известно е, че учи в Болоня под ръководството на именития музикален педагог Лоренцо Джибели и след това в Рим. Крешентини е един от последните велики италиански кастрати, изгрял на сцената след Гаспаре Pacchiarotti, Луиджи Маркези и Джовани Велути. Преминава през процедурата на кастрация за да запази прекрасния си сопранов глас. Прави своя дебют през 1783 г., когато е около 20 годишен, което е доста напреднала възраст за дебют на кастрат. През тази и следващата година продължава да пее в различни италиански градове с все по-голям успех.

## Лондон
През 1784 г. заминава за Англия, където по думите на втория лорд Mount Edgcumbe, го приемат като един посредствен изпълнител. За това свидетелства и фактът, че още преди края на сезона е заменен от певеца Tenducci. По това време Крешентини е много млад и все още гласът му не е достигнал съвършенството на по-късните му години. Лондончани обаче никога не променят преценката си за него. Остава в Лондон една година и повече не се завръща в този град и в Англия въобще.

## Италия
В Европа младият музикант скоро придобива известност и започват да го смятат за ненадминат. Оценен е заради чистия, пъргав и изразителен глас, на който все още липсва само малка доза енергичност. Изпълненията му са блестящи и искрено спонтанни, но малко механични, тъй като артистичността му не е достигнала нужното ниво. В Неапол има голям успех, особено в операта „Енея и Лавиния“ на Пиетро Гулиелми, където пее с Джакомо Давиде, най-известния тенор на времето. Давиде му помага и го напътства по отношение на драматичното изпълнение на ролите.
През 1791 г. участва в операта „Смъртта на Семирамида“ на Джовани Батиста Борги. На 6 юни 1795 г. дава концерт в „Театро Комунале“ в Болоня, който преминава с небивал успех. През следващата година в Милано се превъплъщава прекрасно в ролята на Ромео от „Жулиета и Ромео“ на Николо Дзингарели. Известно е, че Дзингарели е разработил ролята на Ромео в най-добрата си опера специално за Крешентини. Нейната премиера се състои на 30 януари 1796 г. в театър „Ла Скала“. В тази опера Крешентини сам пише една от ариите, останала известна под името „Молитвата на Ромео“ (la Preghiera di Romeo). Благодарение на нея певецът си осигурява продължителен успех, а самият Дзингарели определя операта си като „първата своя неуспешна опера“. Всъщност, това е единствената му опера, която все още се играе на сцена и в наши дни. Пресата от онова време величае певеца даже като „Италианския Орфей“. Като композитор Крешентини написва 12 оперни арии.
Кариерата му прогресира с бързи темпове и достига пика си през 1790 – 1796 г., когато изпълнява две роли, останали в репертоара му в продължение на няколко десетилетия. Много пъти в различни постановки пее заедно с известния алт Джузепина Грасини, на която се приписва връзка с Наполеон Бонапарт. Има непотвърдени сведения, че Крешентини е бил неин учител.
През май 1796 г. французите окупират Милано, вицекралят бяга в Австрия и Крешентини също напуска града. През зимата на същата година се изявява блестящо в премиерата на операта „Хорациите и Куриациите“ на Доменико Чимароза, където ролята на Куриацио е написана специално за него. Операта е поставена на 26 декември в театър „Ла Фениче“ във Виена. През май французите превземат и Венецианската република. В края на века, докато е все още във Венеция, организаторът на карнавала Кривели се кани да инвестира много пари, като покани за него най-вероятно Джузепина Грасини, която предизвиква сензация в Лондон. Вместо това се съгласява да подпише договор с Крешентини, който отново жъне успехи. През този период много успешно е представянето му в предпочитаните от него опри, една от които е „Артаксеркс“ на Луиджи Керубини, в чиято постановка участва в Ливорно. Пее и в „Изоставената Дидона“ на Джузепе Сарти в Падуа.

## Португалия
Следващата дестинация на певеца е Лисабон, където от 1797 г. остава в продължение на 4 години като певец и оперен режисьор. Заема и поста директор на Националния театър „Сан Карлос“ В трупата работи заедно с виртуозни изпълнители като контраалта Гафорини и сопраното Анджелика Каталани. Помага много за израстването и развитието на Каталани като певица и драматична изпълнителка. Завръща се в Милано и веднага получава възторга на публиката при участията му в операта „Алонсо и Кора“, написана от Симон Майер през 1803 г. и „Ифигения в Авлида“ от Federici.

## Виена
На следващата година заминава за Виена, където отново покорява публиката, както при първото си посещение преди 7 години. На 28 април изпълнява ролята на Ромео в „Жулиета и Ромео“ на Дзингарели. В Allgemeine Musikalische Zeitung е публикувана статия, в която четем: „Крешентини без съмнение е един от най-добрите певци, които живеят в Европа. Гласът му е гъвкав и невероятно красив. Стилът му е перфектен и високо естетичен.“ А 17-годишният Артур Шопенхауер пише в своя дневник, че гласът на певеца е „красив по свръхестествен начин“. Кариерата и славата му главозамайващо растат и той получава нестихващи овации навсякъде из Европа, където се появи. Джироламо отказва да изпълнява ролите си подчертано патетично и пее равно и много чисто, както това прави и Пакчироти. Избягва стремежа към излишни музикални украшения, ако не са абсолютно необходими и записани в композицията. Например в „Молитвата на Ромео“ за да предаде всички нюанси на чувствата, певецът използва едва доловими фини трикове, без излишна орнаментика. И всеки път му се отдава да направи това по различен начин. Но, тъй като не е с много голям сопранов диапазон, винаги избягва достигането на високото C7. Надарен е с чист, мек и ясен глас, от който се възхищават много известни личности.
Крешентини се връща отново във Виена през следващата 1805 г., когато французите окупират града. Наполеон Бонапарт го чува и много го харесва. След сензационно изпълнение на „Молитвата на Ромео“ е провъзгласен за „Крал на сцената“, а Наполеон го прави кавалер на Желязната корона (cavaliere della Corona Ferrea) на Лангобардското кралство. Назначава го за учител по пеене на императорското семейство във Виена.

## Париж
През 1806 г. по покана на Наполеон певецът заминава за Париж и остава там в продължение на 6 години. Пее главно в Тюйлери пред отбрана публика. Счита се, че той е един от последните велики кастрати, завоювали френската столица, която по принцип не е благосклонна към изпълнението на женски роли от мъже, както и на мъжки от жени. F. J. Fétis пише, че „императорът, придворните и цялата аудитория е доведена до сълзи, когато той играе ролята на Ромео“. Френският писател Алфред дьо Вини пише, че „това е глас на серафим, излизащ от едно набръчкано и изтощено лице“. През 1811 г. написва книга, озаглавена „Упражнения по вокализация“.)

## Завръщане в Италия
През 1812 г. Крешентини моли императора да му позволи да се върне в Италия, тъй като френският климат е неблагоприятен за здравето му. Наполеон дава разрешението си и певецът се установява в Рим. Оттегля се от сцената и не изнася публични концерти. От 1814 г. преподава пеене в музикалния лицей в Болоня. През 1816 г. се премества в Неапол и става директор на Кралската консерватория и преподавател по пеене. Избран е с пълно единодушие измежду много кандидати, по предложение на Мария-Луиза, съпругата на първия учител по музика на Наполеон. Негови ученици са големият италиански композитор Винченцо Белини и певците Изабела Колбран и Рафаел Мират. В Неапол доживява края на дните си и умира на 24 април 1846 г. на 84-годишна възраст, обграден с дълбоко уважение.